# Bo'ness United FC
Bo'ness United FC is een Schotse voetbalclub uit Bo'ness in Falkirk (raadsgebied).  Zij werd ergens opgericht in de jaren 80 van de 19de eeuw als Bo'ness FC.  Thuiswedstrijden worden in het Newtown Park gespeeld. 
In 1921 sloot de club zich aan bij de Scottish Football League. In 1927 werd de club kampioen van de 2de klasse en promoveerde zo naar de Premier League. Na één seizoen moest de club echter degraderen. Na het seizoen 1931/32 verliet de club de League. In 1945 fusioneerde de club met juniorclub Bo'ness Cadora FC en werd zo Bo'ness United FC. De club was vanaf nu alleen nog maar actief op jeugdniveau. Vanaf 2018 ging de club weer bij de senioren spelen, eerst in de East of Scotland League en tegenwoordig in de Scottisch Lowland Football League.

## Erelijst
- East of Scotland Football League Premier Division
  - Winnaar: 2019-20
- East of Scotland League Cup
  - Winnaar: 2018-19
- Scottish Junior Cup
  - Winnaar: 1947-48, 1975-76, 1983-84
  - Finalist: 1946-47, 1978-79, 1982-83
- Junior East Region Super League
  - Winnaar: 2009-10, 2010-11, 2013-14
  - Runners-up: 2014-15
- Fife & Lothians Cup: 1993-94, 1996-97
- Edinburgh & District League: 1946-47, 1947-48, 1948-49, 1957-58
- East Region Division One: 1968-69
- Lothians District League Division One: 2002-03
- East of Scotland Junior Cup: 1951-52, 1954-55, 1984-85, 1998-99
- Brown Cup: 1978-79, 1982-83, 1983-84, 1987-88, 1996-97, 1997-98, 1998-99